# Paratrichocladius skirwithensis
Paratrichocladius skirwithensis är en tvåvingeart som först beskrevs av Edwards 1929.  Paratrichocladius skirwithensis ingår i släktet Paratrichocladius och familjen fjädermyggor. Det är osäkert om arten förekommer i Sverige. Inga underarter finns listade i Catalogue of Life.